# Amanda Palmerová
Amanda MacKinnon Gaiman Palmer, známá i jako Amanda Fucking Palmer (* 30. dubna 1976 New York), je americká zpěvačka, pianistka, skladatelka, performerka, průkopnice crowdfundingu a představitelka kultury DIY. Proslavila se jako frontmanka punkově kabaretního dua The Dresden Dolls, v současnosti se věnuje sólové kariéře, aktivně se projevuje na sociálních sítích a v roce 2014 publikovala pod názvem The Art of Asking (Umění požádat) vlastní memoáry.

## Život, kariéra, aktivismus
Už na střední škole se Amanda Palmer věnovala dramatickému umění a na univerzitě Wesleyan University se podílela na inscenacích inspirovaných kapelou Legendary Pink Dots. Později se začala věnovat pouličnímu divadlu, buskingu a street artu obecně, několik let vystupovala ve svatebních šatech a s bíle namalovaným obličejem jako živá socha The Eight Foot Bride (Dvouapůlmetrová nevěsta). O této zkušenosti se zmiňuje například v písni The Perfect Fit od Dresden Dolls.

### The Dresden Dolls

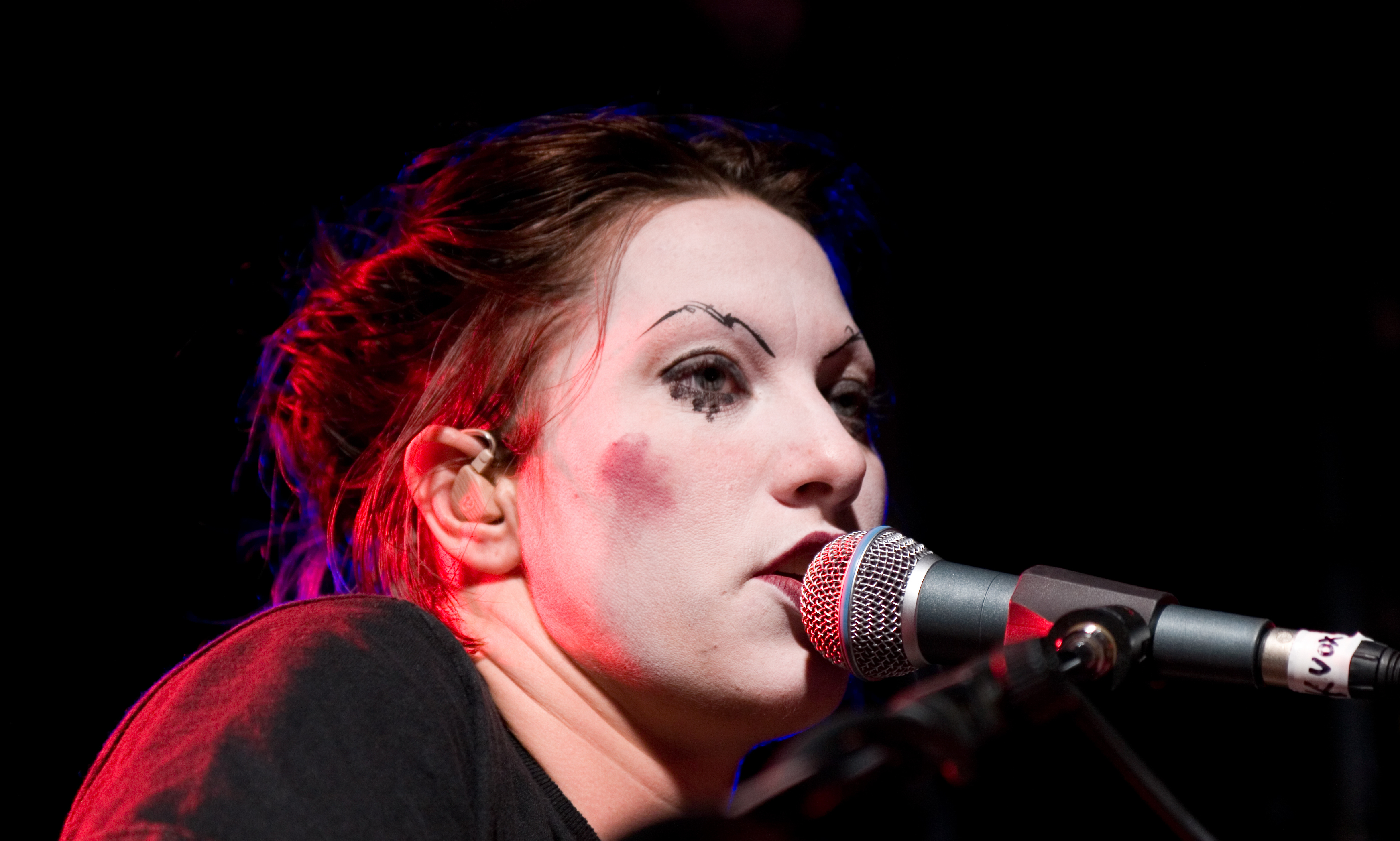
Amanda Palmer na koncertě s The Dresden Dolls v roce 2006

V roce 2000 poznala Amanda Palmer bubeníka Briana Viglioneho, s nímž založila hudební duo The Dresden Dolls. Již v roce 2002 měli vlastní fanouškovskou základnu a v souladu s postupy DIY nahráli a vydali album se stejnojmenným názvem The Dresden Dolls. Až později podepsali smlouvu s hudebním vydavatelstvím Roadrunner Records. V roce 2006 duo vydalo artbook s názvem The Dresden Dolls Companion, který obsahoval texty písní, noty a krátké video na DVD. Mezi jejich další alba patří Yes, Virginia... (2006) a No, Virginia... (2008).

### Evelyn Evelyn

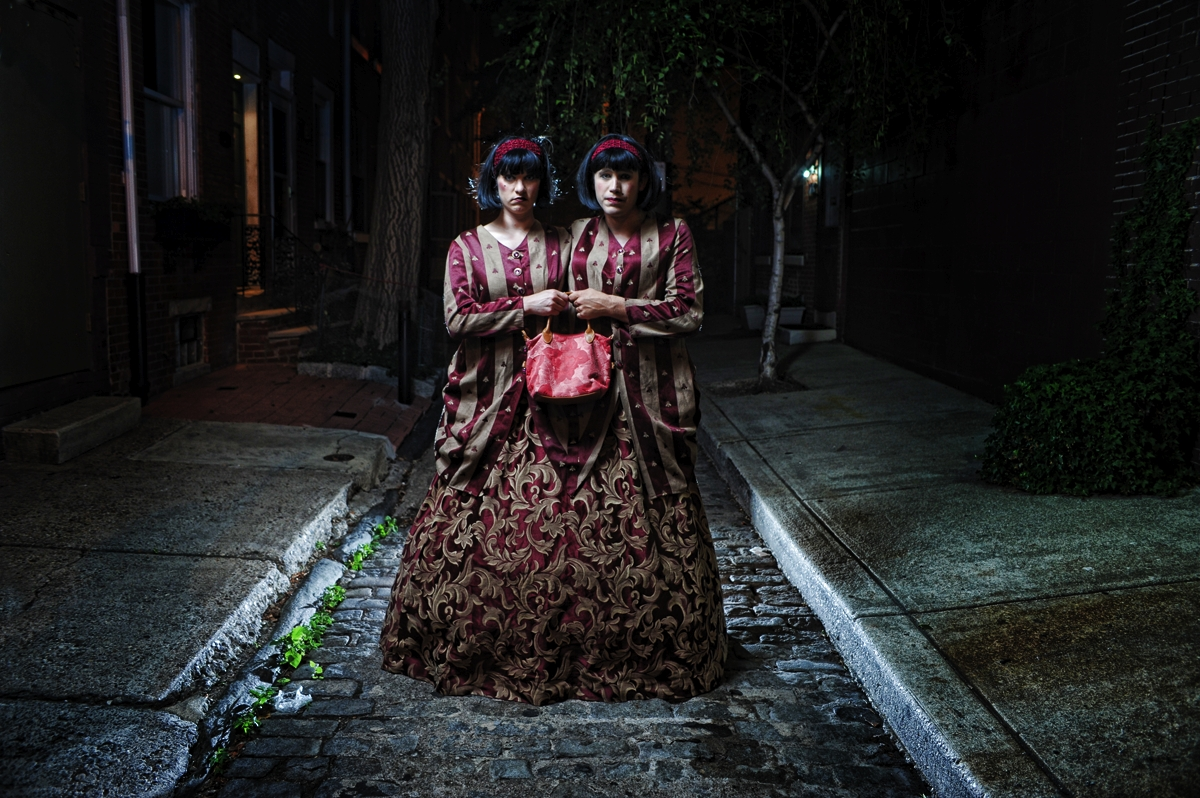
Evelyn Evelyn: Amanda Palmer (vlevo), Jason Webley (vpravo)

V roce 2007 začala Amanda Palmer spolupracovat s Jasonem Webleyem. Společně tvořili hudební duo siamských dvojčat Evelyn Evelyn, roku 2010 vydali album s eponymním názvem Evelyn Evelyn a následně odehráli šňůru koncertů po celém světě.

### Sólová dráha
První studiové sólové album pod názvem Who Killed Amanda Palmer vydala Palmer roku 2008. Název alba odkazuje k americkému seriálu Davida Lynche Městečko Twin Peaks, jehož hlavní dějovou linií je vyšetřování vraždy dívky jménem Laura Palmer. Amanda Palmer zpívá, hraje na piano a klávesy a také na ukulele. Dokonce nahrála album, na němž na ukulele coveruje písně skupiny Radiohead: Amanda Palmer Performs the Popular Hits of Radiohead on Her Magical Ukulele. Čas od času pořádá takzvané „ninja gigs“, tedy spontánní hudební vystoupení na veřejných místech, která jsou všem bezplatně přístupná.

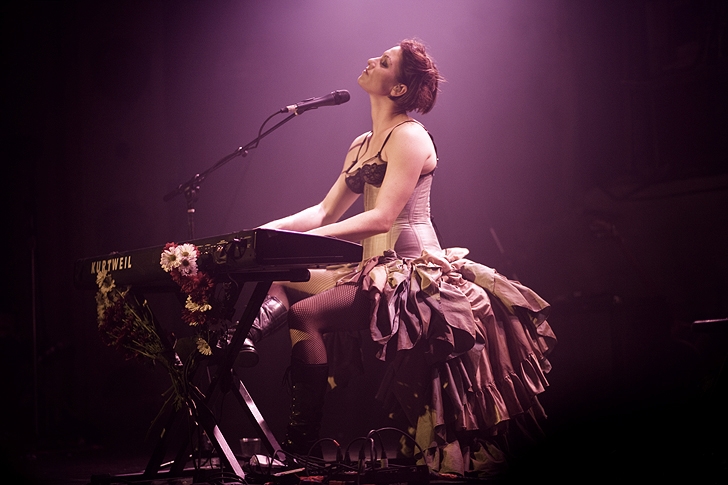
Tour s albem Who Killed Amanda Palmer, 2008

V dubnu 2012 na svém blogu oznámila, že na webové platformě Kickstarter právě spustila předobjednávku nového alba. Nakonec ji téměř 1,2 miliony dolarů podpořilo 24 883 příznivců a její projekt se stal nejúspěšnější hudební kampaní, jaká do té doby na Kickstarteru vznikla. Album s názvem Theatre Is Evil nahrála Palmer s novým hudebním uskupením The Grand Theft Orchestra a vydala ho v září 2012.
V létě 2013 byla jednou ze zahraničních hvězd královéhradeckého festivalu Rock for People.

### Kniha
V listopadu 2014 vydala Palmer knižně své memoáry The Art of Asking: How I Learned to Stop Worrying and Let People Help. Název vznikl podle její přednášky (tzv. TED Talk) na konferenci TED v březnu 2013. Kniha se dostala na seznam bestsellerů deníku The New York Times. Do češtiny zatím přeložena nebyla.

### Spolupráce s fanoušky přes internet
O Amandě Palmer je známo, že pro komunikaci a spolupráci s fanoušky využívá sociální sítě, svůj blog a také například crowdfundingovou platformu Patreon a ve svých pamětech dává najevo, že se snaží mít se svými příznivci upřímný vztah.

### Život
Palmer žije v Bostonu ve státě Massachusetts, kde spolu s dalšími umělci sdílí domek zvaný Cloud Club. O vlastní sexualitě hovoří otevřeně: „Jsem sice bisexuální, ale rozhodně to není něco, nad čím bych nějak často přemýšlela. Spím s holkama, spím s klukama – takže by to asi sedělo! Nevadí mi, když se jazyk používá tak, aby nám usnadnil život.“ Palmer se otevřeně vyjadřuje i ke svým volným vztahům a k tématům feminismu. „Podle mě se pravá feministka pozná podle toho, že si dělá, co chce.“ Nějakou dobu si vydělávala jako striptérka a říkala si Berlin – tuto zkušenost popisuje ve stejnojmenné písni Berlin. Na svém blogu prozradila, že měla v 17 letech potrat a že když jí bylo 20, šla na rande, kde byla znásilněna. V lednu roku 2010 napsala na Twitter, že „možná [...] slíbila [Neilu Gaimanovi], že si ho vezme, ale možná [...] taky byla opilá.“ O dva týdny později své zasnoubení ohlásili světu a o rok později se vzali.

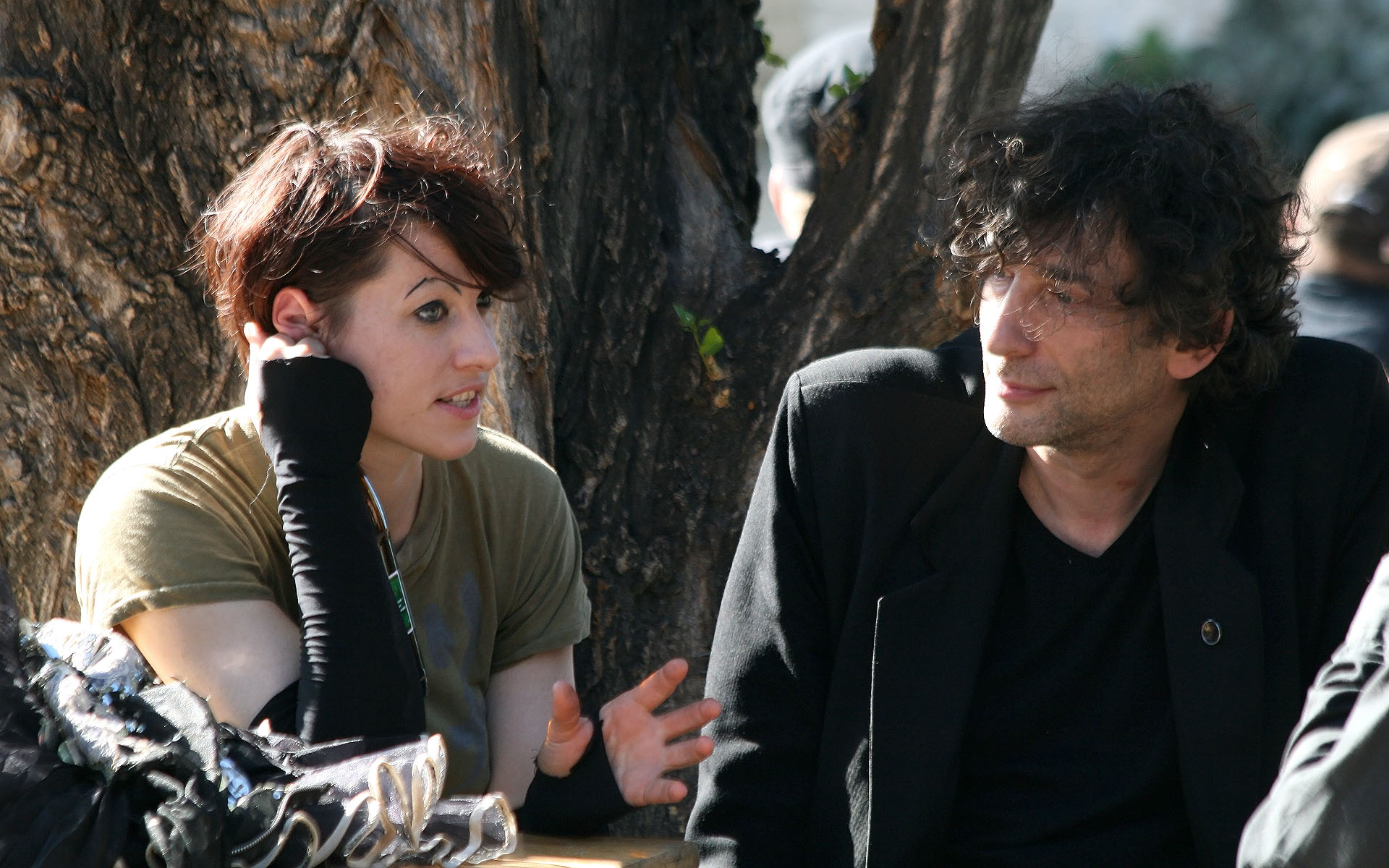
Amanda Palmer a Neil Gaiman (2011)

V březnu roku 2015 Palmer na Facebooku i Twitteru oznámila, že s Gaimanem čekají dítě. Dne 16. září 2015 se jim narodil syn Anthony.

## Kontroverze

### Spor s hudebním vydavatelstvím Roadrunner Records
Po natočení videoklipu ke skladbě Leeds United Amanda na svůj blog napsala, že Roadrunner Records chtějí z videa vystřihnout určité záběry, kde je jí vidět břicho, protože „[...] mají za to, že tam vypadám tlustá.“ V reakci na to začali její fanoušci zveřejňovat online fotky vlastních břich, k nimž přidávali vzkazy pro Roadrunner Records a slova útěchy pro Amandu. Fotky záhy poslali i přímo vydavatelství a vytvořili vlastní webovou stránku. Nejen kvůli tomuto sporu se Palmer pokusila odstoupit od smlouvy s Roadrunner Records - dokonce pro ně napsala píseň Please Drop Me (Už mě prosím pusťte), v níž je žádá, aby její smlouvu ukončili. V březnu 2009 s písní veřejně vystoupila. Právní spor trval dlouho a Palmer vydavatelství opakovaně žádala, aby jí bylo dovoleno od smlouvy odstoupit. V roce 2010 Amanda Palmer konečně veřejně ohlásila, že s ní vydavatelství rozvázalo smluvní poměr. Svou nově nabytou svobodu oslavila písní Do You Swear to Tell the Truth the Whole Truth and Nothing but the Truth So Help Your Black Ass, již poskytla volně ke stažení.

### Crowdsourcing
V roce 2012 Palmer na své webové stránce vyzvala fanoušky, aby se přihlásili, pokud mají zájem vystoupit s ní a Grand Theft Orchestra v rámci jejich světového turné. Zájemce hledala v každém městě, kde měla s kapelou zahrát, a místo platu nabízela pivo, desky, trička se svým logem, objetí a slova díků. Stránku ovšem zaplavily komentáře, které Palmer kritizovaly za najímání hudebníků bez řádné finanční kompenzace. Na svou obranu Palmer uvedla: „Kdybyste viděli, jak nadšení ti lidi byli, ztratila by celá tahle debata smysl... Mají ohromnou radost, že se s námi mohou na něčem podílet.“ Nakonec ale oznámila, že všem, kdo se přihlásí, aby s nimi na některém z koncertů vystoupil, zaplatí.

### Báseň pro Džochara
21. dubna 2013 Amanda Palmer na svém blogu uveřejnila báseň, již věnovala Džocharu Carnajevovi, který byl spolu se svým bratrem obviněn ze spáchání bombového útoku na Bostonský maraton. Silnou kritikou na ni reagovali ti čtenáři, kterým se zdálo, že Palmer s atentátníkem sympatizuje. Amanda jim odpověděla v navazujícím článku, kde vysvětluje, že báseň napsala „asi za 9 minut“ a že si ji jak fanoušci, tak kritici z velké části nesprávně vyložili.

### Glastonbury 2013 aDaily Mail
V roce 2013 vystoupila Amanda Palmer na hudebním festivalu Glastonbury, o čemž informoval britský tabloid Daily Mail, ovšem slovy, že „prso jí [...] uteklo z podprsenky“ a že „podprsenka se Amandě vyhrnula zrovna ve chvíli, kdy se jí rozhalila košile, a pokochat výhledem se tak mohl každý.“ V reportáži nebyla jediná zmínka o koncertě samém. Palmer reagovala písní, kterou bulvárnímu deníku věnovala a zahrála ji na koncertě v Londýně asi o měsíc později. Konec písně odehrála nahá.

## Diskografie

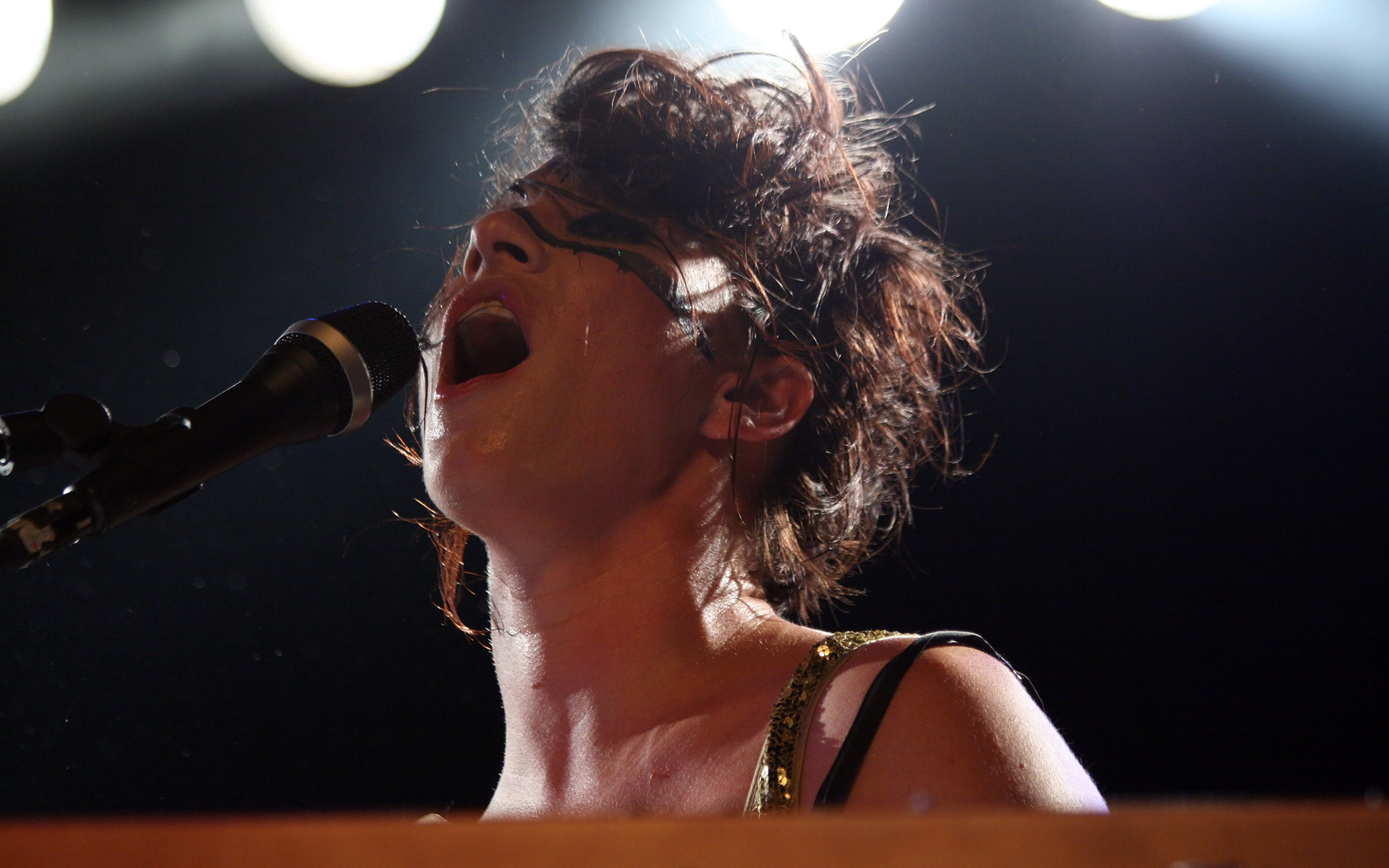
Amanda Palmer na koncertě ve Vídni, 2011

### Sólová diskografie, singly, audiovizuální tvorba
- Who Killed Amanda Palmer (2008)[42]
- Theatre Is Evil (2012)[43][44]
- Amanda Palmer Goes Down Under (2011)[45]
- Amanda Palmer Performs the Popular Hits of Radiohead on Her Magical Ukulele (2010)[46][47][48]
- Amanda Palmer and Jherek Bischoff: Strung Out In Heaven (A David Bowie Tribute)
- Do You Swear to Tell the Truth the Whole Truth and Nothing but the Truth So Help Your Black Ass (6. dubna 2010)
- Map of Tasmania (prosinec 2010)[49]
- Who Killed Amanda Palmer: A Collection of Music Videos (2009)
- There Will Be No Intermission (2019)

### The Dresden Dolls
- The Dresden Dolls (EP, 2002)
- A Is for Accident (2003)
- Yes, Virginia... (2006)
- No, Virginia... (2008)

### Evelyn Evelyn
- Elephant Elephant (EP, 2007)[50][51]
- Evelyn Evelyn (2010)

### Film
- Temple of Art (2014)
- Artifact (2012)